# 下南路站
下南路站位于上海浦东新区成山路下南路，为上海轨道交通13号线二期的地下车站。于2018年12月30日启用。

## 车站结构

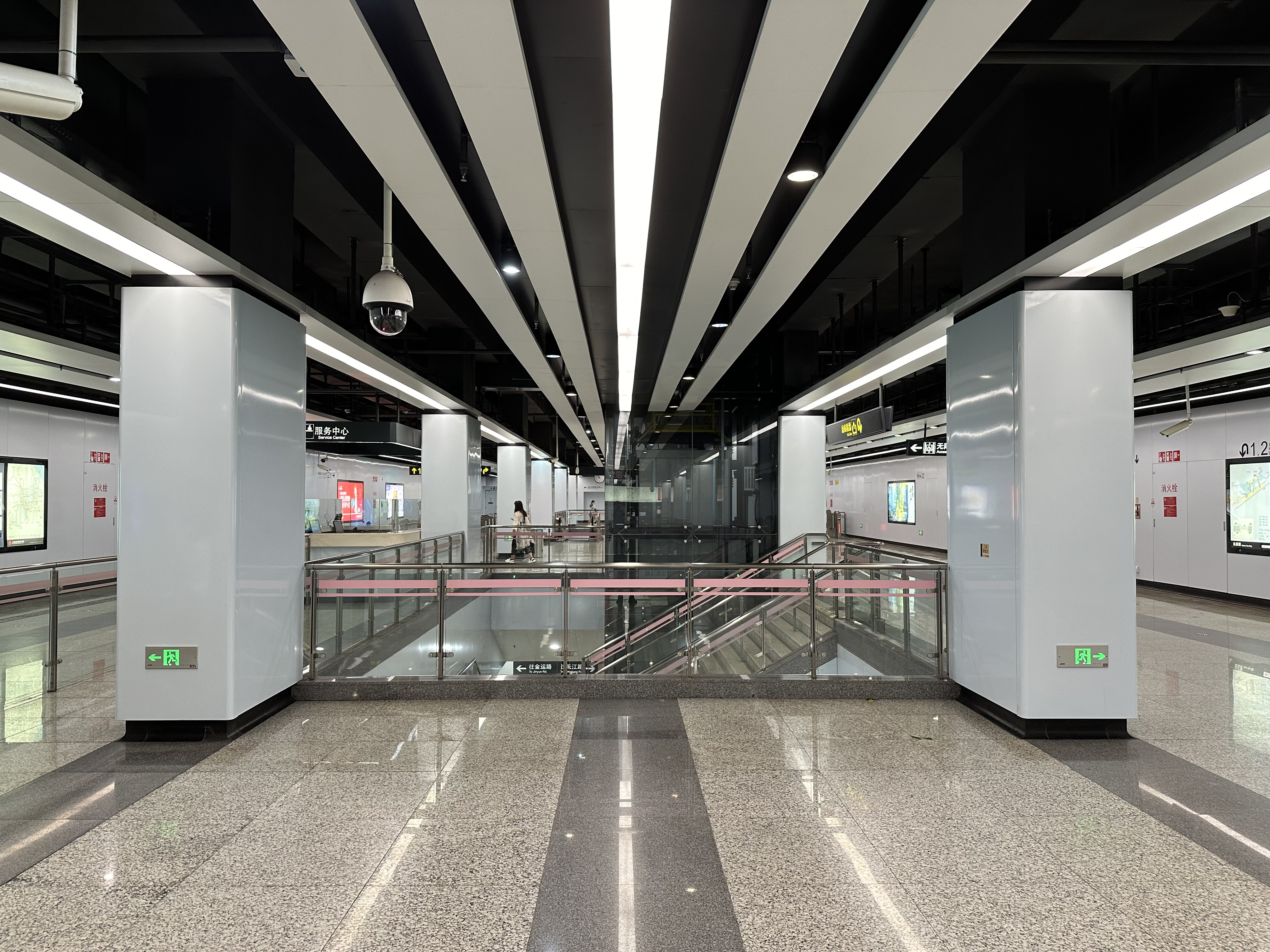
站厅

### 楼层分布
| 地面层   | 出入口             | 1-4出入口                        |  |  |
| 地下一层 | 站厅               | 票务服务、自动售票机、人工服务台 |  |  |
| 地下二层 | ①站台              | █ 13号线 往金运路（华鹏路）      |  |  |
|          | 岛式站台，左侧开门 |                                  |  |  |
|          | ②站台              | █ 13号线 往张江路（北蔡）        |  |  |

## 車站出口
下南路站共设4个出入口，各出入口如下所示：
| 出口编号                              | 出口指示       | 照片 |
| ------------------------------------- | -------------- | ---- |
| 1出口 · 出口 · 上海地铁无障碍电梯标志 | 锦绣路，成山路 |      |
| 2出口 · 出口                          | 锦绣路，成山路 |      |
| 3出口 · 出口                          | 下南路，成山路 |      |
| 4出口 · 出口                          | 下南路，成山路 |      |
| 注： 设有                             |                |      |

## 公交换乘
161、604、607、639、730、969、970、1008、1083、南川线